# 維拉克魯茲 (巴伊亞州)
維拉克魯茲是巴西巴伊亚州的一个市镇。总面积252.759平方公里，总人口37539人，人口密度148.5人/平方公里。